# Kotlas
Kotlas (russisch Ко́тлас) ist eine Stadt in der Oblast Archangelsk im Norden Russlands mit 60.562 Einwohnern (Stand 14. Oktober 2010).

## Geographie
Die Stadt liegt etwa 482 km südöstlich der Oblasthauptstadt Archangelsk, an der Mündung der Wytschegda in die Nördliche Dwina. Die nächstgrößere Stadt ist Korjaschma, das sich etwa 28 km östlich von Kotlas befindet.
Die Stadt Kotlas ist der Oblast Archangelsk administrativ direkt unterstellt und zugleich Verwaltungszentrum des gleichnamigen Rajons.

## Klima
Kotlas besitzt ein kaltgemäßigtes Kontinentalklima. Die Jahresdurchschnittstemperatur beträgt 1,6 Grad Celsius. Im Winter betragen die Temperaturen meist zwischen −17 und +1 Grad Celsius, können aber auch bis auf −40 Grad Celsius fallen. Im Sommer liegen die Temperaturen meist zwischen 4 und 23 Grad Celsius. Durchschnittlich fallen im Jahr etwa 560 mm Niederschlag. Der meiste Niederschlag fällt im August (65 mm), der wenigste Niederschlag im März (24 mm).

## Geschichte

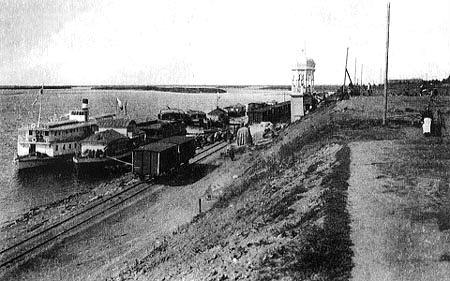
Anlegestelle Kotlas Anfang des 20. Jahrhunderts

Bereits im 14. Jahrhundert befand sich an Stelle des heutigen Kotlas eine Siedlung der Komi mit dem Namen Pyras. Das heutige Kotlas entstand 1899 durch Zusammenlegung dreier Dörfer am Endpunkt der bis dorthin gebauten Eisenbahnstrecke Perm–Wjatka–Kotlas. Am 16. Juni 1917 erhielt Kotlas Stadtrecht.
Ab den 1930er Jahren war Kotlas ein Deportationsort für die sogenannten Kulaken. Die Deportierten arbeiteten in der Forstindustrie, Papierproduktion sowie beim Bau von Fabriken und weiterer Infrastruktur.
Des Weiteren war es in dieser Zeit wichtiger logistischer Knotenpunkt für den Transit weiterer Häftlinge in andere Straf- beziehungsweise Arbeitslager des Gulag.
Kotlas wurde im April 1924 zum Zentrum des neu entstandenen Rajon Kotlas. Seit 1937 ist es Teil der Oblast Archangelsk.

### Einwohnerentwicklung
Die folgende Übersicht zeigt die Entwicklung der Einwohnerzahlen von Kotlas.
| Jahr | Einwohner |
| ---- | --------- |
| 1911 | 600       |
| 1926 | 4.000     |
| 1939 | 17.265    |
| 1959 | 52.608    |
| 1970 | 55.661    |
| 1979 | 61.454    |
| 1989 | 68.021    |
| 2002 | 66.647    |
| 2010 | 60.562    |

Anmerkung 1926–2010 Volkszählungsdaten (1926 gerundet)

## Wirtschaft
Kotlas ist drittgrößtes Industriezentrum in der Oblast Archangelsk sowie ein wichtiger Verkehrsknotenpunkt der Region. Es ist in Besitz eines Binnenhafens, einer Eisenbahnanbindung sowie eines Flugplatzes.
Wichtigste Industriezweige sind die Holzindustrie, Möbelindustrie, Nahrungsmittelindustrie, Konsumgüterindustrie, sowie eine Backsteinfabrik und eine Schiffswerft.

## Städtepartnerschaften
- Tarnów (Polen)
- Bachtschyssaraj (Krim, Ukraine)
- Waterville (Maine, USA)

## Sonstiges
Bei Kotlas befindet sich in Stanley Kubricks Film Dr. Seltsam oder: Wie ich lernte, die Bombe zu lieben die sowjetische Militärbasis, auf welche eine amerikanische Atombombe abgeworfen wird, was den Dritten Weltkrieg auslöst.

## Söhne und Töchter der Stadt
- Wladimir Kossinski (1945–2011), Schwimmer[6]
- Wadim Karpow (* 2002), Fußballspieler
- Konstantin Tjukawin (* 2002), Fußballspieler